# 五山碩学
五山碩学（ござんせきがく）は、江戸時代に京都五山のうち、天龍寺・相国寺・建仁寺・東福寺の学問に優れた僧の中から選ばれて手当を受けた者。
五山碩学に与えられた手当を碩学料または学禄と呼び、その財源として一般の所領と区別された寺領を碩学領と呼ぶ。

## 概要
新井白石が著した『以酊庵事議草』によれば、江戸時代の初めに五山の寺院はその寺領の多さに対して、学問に励む碩学の僧侶に対する支給が乏しく困窮していることを徳川家康が問題視して、寺領のうちの一定部分を割いて碩学の僧侶に与えることにしたこと、南禅寺には不学の僧が1人もいないため、特にそうした制度が設けられなかったことが記されている。
この記述を裏付けるように、慶長19年3月29日（1614年5月7日）に僧録司の以心崇伝が京都所司代の板倉勝重に充てた書状の中に五山において「学文者」のいる塔頭の所領と「無学者」のいる塔頭の所領を入れ替える方針が定まったことを伝え（『本光国師日記』同日条）、実際にその翌日に作成された東福寺の知行目録には総知行高1850石4斗余りのうち、315石分が豊臣政権時代の目録には見られなかった「碩学領」が登場している。
また、同年12月に東福寺に対して宛てた徳川家康の黒印状、以後の代々の江戸幕府将軍が東福寺に宛てた朱印状にはいずれも碩学領（料）に関する記述が記されている（いずれも「東福寺文書」所収）。もっとも、最初に碩学料が支給される僧侶が決定されたのは、碩学領が定められた翌年の元和元年（1615年）のこととされており、当初は、東福寺は4名、他の3寺は3名を定員としていたが、必ずしも定員を満たす必要はなく、当初相国寺は定員3名中2名しか与えられず、後には1名しか選ばれなかった結果として1人で碩学料を占めた事例もあった。
また、同年には寺院諸法度の1つである「五山十刹諸山法度」が制定されており、五山碩学の制度も同法度とともに江戸幕府の五山派統制政策の上に展開されたことを示している。五山碩学となった者は、江戸幕府の京都における出先機関である京都所司代に出向いて御礼の挨拶を行うことになっていた。なお、五山のうち、南禅寺は別途の保護が行われ、万寿寺は当時衰微しており、碩学料支給の対象にはならなかった。
寛永12年（1635年）以後、五山碩学は1年もしくは2年の輪番で、対馬にあった以酊庵に出向いて、対李氏朝鮮外交に関する諸業務を行う「朝鮮修文職」を務めることとなった。遅くても寛文10年（1670年）頃までには五山碩学と朝鮮修文職への任命は同時に行われることになり、また朝鮮修文職は江戸幕府における対朝鮮外交の実務責任者であったことから、五山碩学・朝鮮修文職に任命をされると京都所司代のみならず江戸城に出向いて将軍に御礼の挨拶をすることとされた。
例外的に高齢や病気を理由に対馬行きを免除されることもあったものの、原則として朝鮮修文職への任命が碩学料支給の前提となっていった。また、こうした事情から五山碩学の選考も厳格となり、欠員が生じると碩学による碩学評席が行われて後任の候補者が決定され、五山住持の署名が入った対州書役吹嘘状（推挙状）を僧録に提出し、僧録が将軍の裁許を得て任命されることとされた。
もっとも、任命される僧侶にとって対馬への派遣は負担が大きかった一方で、利点も大きかった。すなわち、一旦五山碩学に任ぜられると終身にわたって碩学料が支給された（後には所属する塔頭に支給される形式となる）。
次に対馬への帰還後は所属する寺院の住持に任ぜられ、更に五山の筆頭である南禅寺の坐公文（名誉的な住持の公帖、実際に南禅寺に入る訳ではない）が与えられた。もっとも、南禅寺の坐公文に関しては崇伝以来の僧録の独占などによって南禅寺は五山の他寺院とは明確な格差がつけられており、南禅寺およびその末寺の者以外が住持になることを禁じていたことから、単なる名誉職にしか過ぎなかった。